# Caseinato di calcio
Il Caseinato di calcio è una proteina prodotta dalla caseina del latte scremato. A pH neutro o acido, la caseina è relativamente insolubile in acqua, ed è facilmente separabile dalle altre proteine del latte, dagli zuccheri e dai minerali. Dopo la loro rimozione, la caseina è solubile a pH elevato con idrossido di calcio; la soluzione viene poi essiccato (in genere tramite essiccazione a spruzzo). Il Caseinato di calcio contiene circa 17% di acido glutammico.
I suoi impieghi principali sono alimentari, per le soluzioni in polvere che richiedono una rapida solubilità in acqua, come il latte o le zuppe istantanee. È inoltre usato come integratore per i culturisti e altri atleti, in quanto proteina a rilascio lento, che fornisce amminoacidi all'organismo in un lasso di tempo lungo.